# Villeron
Villeron és un municipi francès, situat al departament de Val-d'Oise i a la regió d'Illa de França. L'any 2007 tenia 715 habitants.
Forma part del cantó de Goussainville, del districte de Sarcelles i de la Comunitat d'aglomeració Roissy Pays de France.

## Demografia

### Població
El 2007 la població de fet de Villeron era de 715 persones. Hi havia 245 famílies, de les quals 52 eren unipersonals (36 homes vivint sols i 16 dones vivint soles), 55 parelles sense fills, 122 parelles amb fills i 16 famílies monoparentals amb fills.
La població ha evolucionat segons el següent gràfic:
Habitants censats

### Habitatges
El 2007 hi havia 261 habitatges, 252 eren l'habitatge principal de la família, 3 eren segones residències i 6 estaven desocupats. 199 eren cases i 59 eren apartaments. Dels 252 habitatges principals, 178 estaven ocupats pels seus propietaris, 65 estaven llogats i ocupats pels llogaters i 9 estaven cedits a títol gratuït; 13 tenien una cambra, 34 en tenien dues, 19 en tenien tres, 51 en tenien quatre i 135 en tenien cinc o més. 201 habitatges disposaven pel capbaix d'una plaça de pàrquing. A 94 habitatges hi havia un automòbil i a 143 n'hi havia dos o més.

### Piràmide de població
La piràmide de població per edats i sexe el 2009 era:
| Homes | Edats   | Dones |
| ----- | ------- | ----- |
| 0     | 95 o +  | 0     |
| 0     | 90 a 94 | 0     |
| 4     | 85 a 89 | 8     |
| 4     | 80 a 84 | 0     |
| 4     | 75 a 79 | 12    |
| 4     | 70 a 74 | 4     |
| 0     | 65 a 69 | 4     |
| 4     | 60 a 64 | 8     |
| 4     | 55 a 59 | 8     |
| 24    | 50 a 54 | 12    |
| 28    | 45 a 49 | 24    |
| 52    | 40 a 44 | 40    |
| 32    | 35 a 39 | 48    |
| 20    | 30 a 34 | 24    |
| 20    | 25 a 29 | 28    |
| 32    | 20 a 24 | 16    |
| 16    | 15 a 19 | 24    |
| 32    | 10 a 14 | 36    |
| 44    | 5 a 9   | 32    |
| 8     | 0 a 4   | 28    |

## Economia
El 2007 la població en edat de treballar era de 535 persones, 424 eren actives i 111 eren inactives. De les 424 persones actives 397 estaven ocupades (215 homes i 182 dones) i 27 estaven aturades (15 homes i 12 dones). De les 111 persones inactives 26 estaven jubilades, 61 estaven estudiant i 24 estaven classificades com a «altres inactius».

### Ingressos
El 2009 a Villeron hi havia 239 unitats fiscals que integraven 698 persones, la mediana anual d'ingressos fiscals per persona era de 24.997 €.

### Activitats econòmiques
Dels 29 establiments que hi havia el 2007, 1 era d'una empresa alimentària, 2 d'empreses de fabricació d'altres productes industrials, 4 d'empreses de construcció, 9 d'empreses de comerç i reparació d'automòbils, 4 d'empreses de transport, 1 d'una empresa d'hostatgeria i restauració, 2 d'empreses d'informació i comunicació, 3 d'empreses de serveis i 3 d'empreses classificades com a «altres activitats de serveis».
Dels 3 establiments de servei als particulars que hi havia el 2009, 1 era un taller de reparació d'automòbils i de material agrícola, 1 paleta i 1 lampisteria.
L'únic establiment comercial que hi havia el 2009 era una floristeria.

## Equipaments sanitaris i escolars
El 2009 hi havia una escola elemental.

## Poblacions més properes
El següent diagrama mostra les poblacions més properes.